# Isosaari (ö i Finland, Mellersta Finland, Joutsa, lat 61,71, long 25,65)
Isosaari är en ö i Finland. Den ligger i sjön Päijänne och i kommunen Luhango i den ekonomiska regionen  Joutsa ekonomiska region  och landskapet Mellersta Finland, i den södra delen av landet, 170 km norr om huvudstaden Helsingfors. Öns area är 1,4 hektar och dess största längd är 230 meter i sydväst-nordöstlig riktning.